# Phare de Py Point
Le phare de Py Point (en espagnol : Faro Punta Py) est un phare actif situé sur l'Île Doumer (Territoire chilien de l'Antarctique), faisant partie de la région de Magallanes et de l'Antarctique chilien au Chili.
Il est géré par le Service hydrographique et océanographique de la marine chilienne dépendant de la Marine chilienne.

## Histoire
L'île Doumer fait partie de l'archipel Palmer. Le Chili y dispose d'une station scientifique d'été, la Base Yelcho fondée en 1962. 
Le phare situe sur Py Point (en), l'extrémité sud de l'île. Il guide les navires à l'approche de la base Yelcho. Il est sous la responsabilité de l' Instituto Antártico Chileno (en).

## Description
Le phare une tour pyramidale métallique à claire-voie, avec une lanterne de 11 m de haut. Il émet, à une hauteur focale de 71 m, un éclat blanc par période de 10 secondes. Sa portée n'est pas connue.
Identifiant : Amirauté : G1399.4 - NGA : 111-2788 .

### Lien connexe
- Liste des phares du Chili